# Володимирський район
Володимирський район (Володимирщина, до 2022 року — Володимир-Волинський район) — район Волинської області в Україні, утворений 2020 року. Адміністративний центр — місто Володимир з населенням 37 910 мешканців. Площа — 2556,5 км² (12,7 % від площі області), населення — 172,9 тис. осіб (2020). Найбільше місто — Нововолинськ з населенням 52 188 мешканців.
До складу району входять 11 територіальних громад.

## Історія
Утворений як Володимир-Волинський район, відповідно до постанови Верховної Ради України № 807-IX від 17 липня 2020 року.

## Громади району
| №  | Назва                              | Центр           | Населені пункти |
| -- | ---------------------------------- | --------------- | --- |
| 1  | Нововолинська міська громада       | м. Нововолинськ | с-ще. Благодатне с. Грибовиця с. Гряди с. Кропивщина с. Низкиничі м. Нововолинськ с. Тишковичі с. Хренів |
| 2  | Володимир-Волинська міська громада | м. Володимир    | м. Володимир с. Вощатин с. Дігтів с. Заріччя с. Ласків с. Новосілки с. Орані с. Суходоли с. Федорівка |
| 3  | Устилузька міська громада          | м. Устилуг      | с. Амбуків с. Видранка с. Ворчин с. Дарницьке с. Заболоття с. Залужжя с. Зоря с. Ізов с. Кладнів с. Коритниця с. Лудин с. Микитичі с. Новини с. Полум'яне с. П'ятидні с. Рогожани с. Рокитниця с. Русів с. Селіски с. Стенжаричі с. Тростянка с. Турівка м. Устилуг с. Хотячів с. Хрипаличі с. Чорників                                                       |
| 4  | Іваничівська селищна громада       | с-ще. Іваничі   | с. Долинка с. Древині с. Іванівка с-ще. Іваничі с. Лугове с. Менчичі с. Мишів с. Романівка с. Соснина |
| 5  | Локачинська селищна громада        | с-ще. Локачі    | с. Бермешів с. Білопіль с. Бубнів с. Дорогиничі с. Залужне с. Замличі с. Защитів с. Заячиці с. Козлів с. Колпитів с. Конюхи с. Коритниця с. Кремеш с. Крухиничі с. Кути с. Линів с-ще. Локачі с. Марковичі с. Міжгір'я с. Низькі Цевеличі с. Новий Загорів с. Привітне с. П'ятикори с. Роговичі с. Старий Загорів с. Твориничі с. Хорів с. Цевеличі           |
| 6  | Зимнівська сільська громада        | с. Зимне        | Бегета с. Березовичі с. Бобичі с. Бубнів с. Володимирівка с. Горичів с. Житані с. Зимне с. Когильне с. Льотниче с. Марія-Воля с. Маркостав с. Микуличі с. Міжлісся с. Нехвороща с. Октавин с. Острівок с. Підгайці с. Поничів с. Руснів с. Селець с. Фалемичі с. Хворостів с. Хмелів с. Хмелівка с. Хобултова с. Черчичі с. Чесний Хрест с. Шистів с. Яковичі |
| 7  | Оваднівська сільська громада       | с. Овадне       | с. Білин с. Верба с. Воля-Свійчівська с. Гайки с. Галинівка с. Гевин с. Замости с. Красностав с. Крать с. Ліски с. Людмильпіль с. Маркелівка с. Овадне с. Овлочин с. Охнівка с. Писарева Воля с. Руда с. Свійчів с. Ставки с. Сусваль с. Ягідне |
| 8  | Литовезька сільська громада        | с. Литовеж      | с. Біличі с. Заболотці с. Заставне с. Кречів с. Литовеж с. Мовники |
| 9  | Павлівська сільська громада        | с. Павлівка     | с. Бужковичі с. Волиця с. Грушів с. Жашковичі с. Завидів с. Клопочин с. Колона с. Луковичі с. Милятин с. Орищі с. Павлівка с. Переславичі с. Радовичі с. Риковичі с. Самоволя с. Старий Порицьк с. Старосілля с. Топилище с. Трубки с. Щенятин |
| 10 | Поромівська сільська громада       | с. Поромів      | с. Будятичі с. Бужанка с. Бортнів с. Верхнів с. Волиця-Морозовицька с. Іванів с. Космівка с. Лежниця с. Михалє с. Млинище с. Морозовичі с. Нова Лішня с. Осмиловичі с. Поромів с. Русовичі с. Стара Лішня с. Цуцнів с. Шахтарське |
| 11 | Затурцівська сільська громада      | с. Затурці      | с. Великий Окорськ с. Війниця с. Вілька-Садівська с. Войнин с. Гранатів с. Губин с. Журавець с. Запуст с. Затурці с. Зубильне с. Квасовиця с. Кисилин с. Малий Окорськ с. Маньків с. Михайлівка с. Мовчанів с. Озютичі с. Павловичі с. Садівські Дубини с. Семеринське с. Сірнички с. Твердині с. Тумин с. Холопичі с. Шельвів с. Юнівка                      |

Раніше територія району входила до складу Володимир-Волинського (1940—2020), Іваничівського, Локачинського, Турійського районів, ліквідованих тією ж постановою.
18 липня 2022 року депутати Верховної Ради України перейменували Володимир-Волинський район у Володимирський район.

## Передісторія земель району
В Іпатіївському літописі під 981 роком зазначається, що земля дулібів-волинян входить в Київську Русь. Князь Володимир Великий заклав місто неподалік від давнього городища Волинь й назвав його Володимиром, зробивши його центром удільного князівства. Першим князем у 988 році став син Володимира Святославича Всеволод. Започатковане старшим сином Ярослава Мудрого Ізяславом по смерті батька.
У 1154 році розділилося на Володимирське та Луцьке князівство. Далі історія Волинського князівства зосереджується у Володимирському князівстві, на чолі якого став Мстислав Ізяславич. Наприкінці 1160-х років воно було поділене між його синами. У другій половині XII століття Волинсько-Володимирське князівство перетворюється на одне з найсильніших у Давній Русі. Найбільшої могутності воно досягло за князювання Романа Мстиславича (1170—1205). Князівство займало територію вздовж річок Західний Буг, Стир, Горинь й правих приток Прип'яті. У результаті міжусобиць і спадкових поділів володінь воно було подрібнене на менші удільні князівства. Серед них: Луцьке князівство з центром у Луцьку, Дорогобузьке князівство з центром у Дорогобужі та Пересопницьке князівство з центром у Пересопниці на сході, Белзьке князівство з центром у Белзі на півдні, Червенське князівство з центром у Червені на південному заході, Холмське князівство з центром у Холмі на заході, Берестейське князівство з центром у Бересті на півночі.
Після смерті Юрія II Болеслава, бояри проголосили королем Русі його зятя Любарта-Дмитра. Після його смерті останнім володимирським князем став його син Федір.
У 1393 році Вітовт ліквідував удільні князівства і перетворив їх на провінції Литви, якими правили намісники. Волинь стала частиною Великого князівства Литовського. У 1440 році великий князь литовський Казимир IV Ягайлович визнав відновлення Волинського князівства. Волинським князем став Свидригайло. Проте такі поступки з боку Литви православним були тимчасовими. У 1452 році після смерті Свидригайла Волинське князівство припинило своє існування.
У 1566 році утворений Володимирський повіт Волинського воєводства Великого князівства Литовського до 1569 року та Корони Королівства Польського в Речі Посполитій до 1792 року. Повіт ділився на староства, охоплював площу у 4212,00 км².
Після Гродненського сейму повіт опинився у складі Володимирського воєводства. Воєводство повинно було мати в Сеймі двох сенаторів (воєводу і каштеляна) та шістьох депутатів, яких обирали на чотири роки. Сеймики мали проводитися в кафедральному соборі Володимира. Воєводство існувало до Третього поділу Речі Посполитої.
Після Третього поділу Польщі у 1795 році Володимир-Волинський повіт було приєднано до Російської імперії, і увійшов до складу Волинського намісництва.
Під час Першої світової війни через Володимирщину декілька разів проходила лінія фронту між російськими, з одного боку, і австро-німецькими військами, з другого.
У 1920 році повіт увійшов до складу Польщі.
27 листопада 1939 року повіт приєднаний до новоутвореної Волинської області.
17 січня 1940 року повіт ліквідований у зв'язку з переформатуванням на Вербський (Оваднівський), Володимир-Волинський, Озютицький, Порицький і Устилузький райони. Тоді ж утворений Локачинський район, який до того був частиною Луцького повіту.
У 1946 році перейменовані райони: Озютичівський на Затурцівський, Порицький на Іваничівський, Вербський на Оваднівський (07.06.1946).
У 1957 році Іваничівський район перейменовано на Нововолинський.
Наприкінці 1950-х років  ліквідовані Затурцівський, Устилузький (27.01.1957) та Оваднівський райони (25.09.1958).
У 1962 році, в ході укрупнення районів, ліквідовані Локачинський, Нововолинський райони:
4 січня 1965 року відновлений Локачинський район..
У 1966 році відновлений Іваничівський район.